# MÁV M31 sorozat
A MÁV M31 sorozat a MÁV részére szállított, nem villamosított pályákra szánt tolatási munkák elvégzésére készített dízel-hidraulikus tolatómozdony-sorozat. Beceneve: Zetor. A mozdonyok iparvasúti jelölése A23.

## Története

### Egyiptomi Nemzeti Vasutak
A MÁVAG 1955-ben megnyerte az Egyiptomi Nemzeti Vasutak (ENR) 100 dízel-hidraulikus tolatómozdonyra kiírt versenypályázatát. A vállalat az első dízel-hidraulikus kivitelű mozdonysorozatának a DHM1 (Dízel-hidraulikus mozdony) gyári jelölést adta. A mozdonyt a német Arnold Jung Lokomotivfabrik vállalat WR 360 C14 sorozatának mintájára tervezték, melyből egy a Dimavág Kohászati Műveknél dolgozó példány a MÁVAG, majd később a Ganz rendelkezésére állt. Az egyiptomi klimatikus viszonyokra tekintettel a vezetőfülke jól szellőztethető, a mozdonyt különleges porvédelemmel és túlméretezett, mechanikus hajtású ventilátorral rendelkező hűtőrendszerrel szerelték fel. A DHM1-mozdonyok szállítása az 1957-es év végén kezdődött meg, 1958 szeptemberéig ötvenhat példányt szállítottak le. Ezeket az ENR „4300”-as sorozatszámon vette fel az állományába. Az ENR a motor súlyos meghibásodásai miatt a további mozdonyok átvételét felfüggesztette. A motor átalakítása és a korábban leszállított mozdonyok motorjának cseréje után 1962-ben további 42 darab, tehát összesen 98 DHM1 készült az ENR számára.

### Magyar Államvasutak
A MÁV 1958 végén visszavásárolt hat darab elsőszériás DVM1-mozdonyt az Egyiptomi Nemzeti Vasutaktól, ezek az M31 sorozatként álltak forgalomba. A tolatószolgálatra és tehervonatok továbbítására készült Ganz–MÁVAG gyártmányú, hidraulikus hajtásrendszerű dízelmozdonyok beszerzése a MÁV részére 1958-ban kezdődött. 1960-ig 53 db készült, ezek egy része ipari szolgálatban áll, ma 22–23 darab üzemképes, 4–5 db remotorizált. Tulajdonosaik:
| - M31 2007 – Istvántelek (Üzemképtelen) - M31 2035 – MÁV Nosztalgia Kft. - M31 2019 – MÁV (Szegedi Vasúti Fűtőház) (Üzemképtelen) - A23–44 – MOL Zrt. - A23–48 – MOL Zrt. - A23-013 – Dunaferr Zrt. - A23-027 – Dunaferr Zrt. - A23-040 – Dunaferr Zrt. (selejtezésre vár) - A23-047 – Dunaferr Zrt. - A23-050 – Dunaferr Zrt. - A23-051 – Dunaferr Zrt. (selejtezésre vár) - A23-052 – Dunaferr Zrt. - A23-053 – Dunaferr Zrt. | - A23-054 – Dunaferr Zrt. - A23-055 – Dunaferr Zrt. (selejtezésre vár) - A23-056 – Dunaferr Zrt. - A23-057 – Dunaferr Zrt. - A23-060 – Dunaferr Zrt. - A23-061 – Dunaferr Zrt. (selejtezésre vár) - A23-062 – Dunaferr Zrt. - A23-063 – Dunaferr Zrt. - A23-064 – Dunaferr Zrt. - A23-066 – Dunaferr Zrt. - A23-073 – Dunamenti Erőmű Zrt. |

Egyéb bizonyos források szerinti üzemképes mozdonyok:
- M31 2013 – Südburgenländische Regionalbahn GmbH. (Ausztria)
- M31 2020 – Südburgenländische Regionalbahn GmbH. (Ausztria)

## Vezérlés
A mozdony vezérlése elektropneumatikus rendszerű. Ez lehetővé teszi két mozdony összekapcsolását és egy vezetőfülkéből való vezérlését (távvezérlés).

## Egyiptom
Ezt a mozdonytípust a Ganz–MÁVAG eredetileg Egyiptomnak szállította mint ENR 4301 sorozat.

## Típushibák
A mozdonyok a beszerzést követő 3-4 évben nem váltották be a hozzájuk fűzött reményeket. Ez elsősorban üzemi problémákra vezethető vissza. A legnagyobb nehézségeket többek között a mozdonyokba épített, akkor még kiforratlan dízelmotor-típus okozta. Ezeket a hibákat azonban fokozatos korszerűsítéssel sikerült kiküszöbölni. További problémát jelentett a segédüzemi hajtásban üzemelő kardánok, illetve azok csatlakozó elemei, az úgynevezett Hardy-tárcsák, melyeket a magyar ipar képtelen volt megfelelő minőségben legyártani, ezért számos iparvasút külföldi gyártmányúra cserélte ezeket.

## BHÉV
13 db DHM2–2 típusú mozdonyt a BHÉV is vásárolt 1959-ben. A mozdonyok a DL XII sorozatszámot kapták, és a BHÉV igényeinek megfelelően központi ütközővel és Lambertsen-fékkel látták el őket. Továbbá a sorozat néhány darabja vonatfűtő áramszedővel is fel lett szerelve. Ezek a mozdonyok azonban több szempontból sem feleltek meg a BHÉV számára. A korábban az egyenáramú-, és dízel-villamos motorkocsik és mozdonyok karbantartására berendezkedett szereldék technológiai rendjébe nem illeszkedtek a dízel-hidraulikus erőátvitelű mozdonyok. Másrészt a már korábban említett üzemi problémák miatt. A BHÉV végül 1964 és 1965 között elcserélte 13 db DL XII sorozatú mozdonyát iparvállalatokkal 8 db a MÁV M44-es sorozatával megegyező dízel-villamos mozdonyra. Az iparvállalatok számára sokkal előnyösebb volt a rudazatos hajtás, mint a nagy érzékenységű dízel-villamos mozdonyok.

## Napjainkban
A sorozatot a MÁV 1986-tól fokozatosan selejtezte, illetve különböző iparvállalatok számára eladta. Összesen 22 darab maradt meg belőlük. 2 db M31 sorozatú mozdony (M31 2013, és az M31 2020) Ausztriában is üzemel a Südburgenländische Regionalbahnnál (SRB) a 90-es évek elejétől.
Az M31,2035 pályaszámú mozdonyt 2002-ben műemlékké nyilvánították.